# VPS33B
VPS33B‏ (VPS33B, late endosome and lysosome associated) هوَ بروتين يُشَفر بواسطة جين VPS33B في الإنسان.